# Speicherring

Schema eines Elektron-Positron-Speicherrings für Hochenergiephysik-Experimente

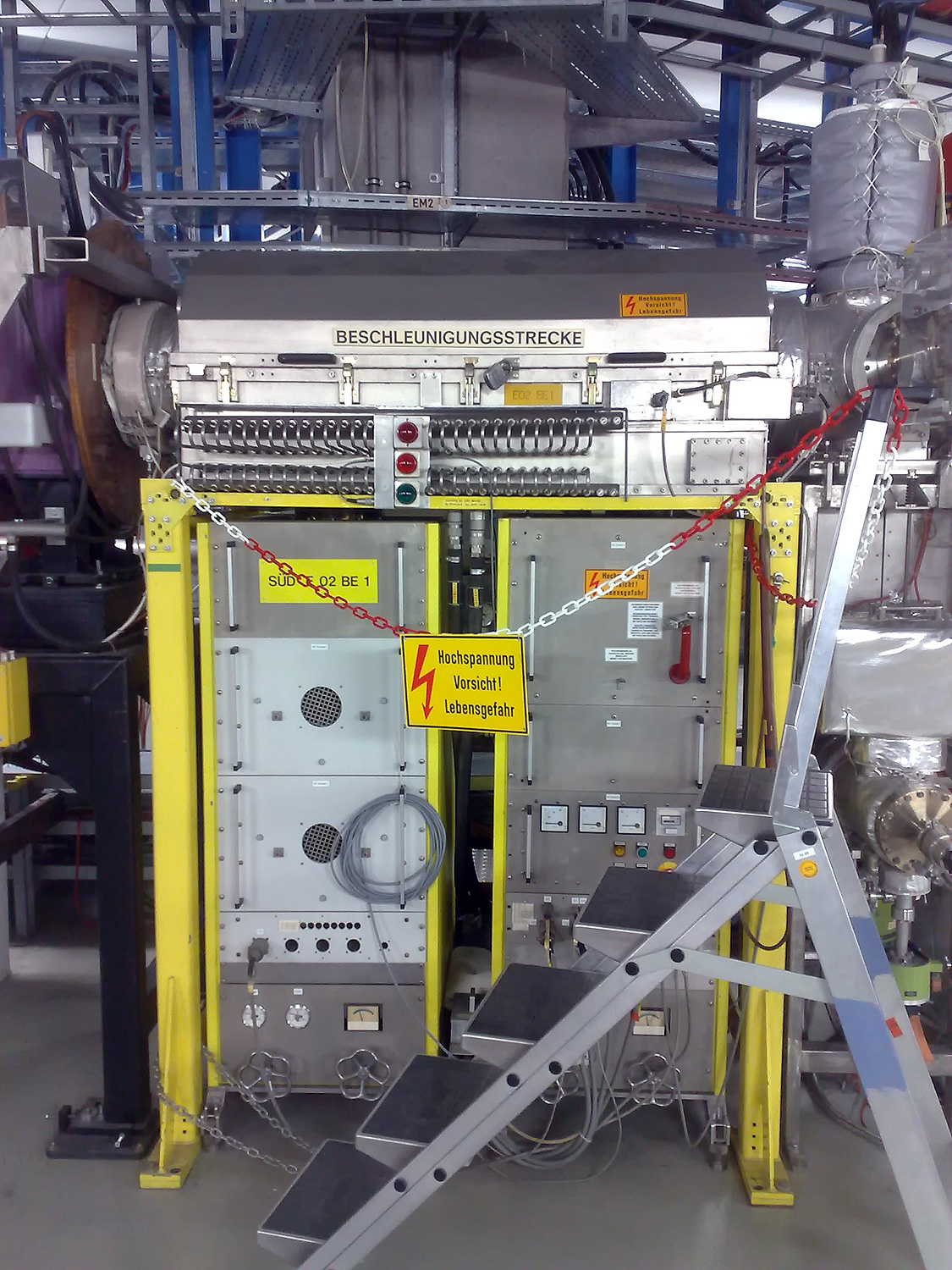
Beschleunigungsstrecke des Ionen-Speicherrings ESR der GSI, Darmstadt

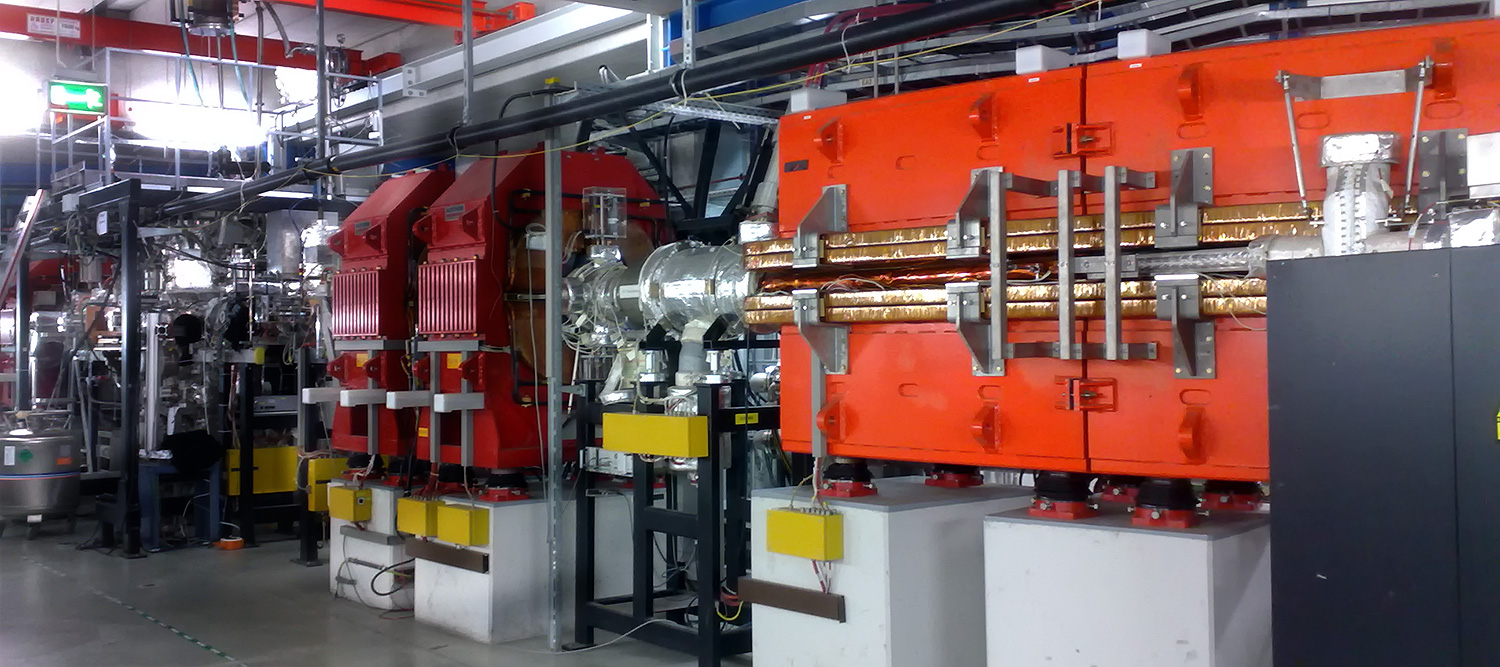
Abschnitt des ESR des GSI

Ein Speicherring ist eine Sonderform eines Synchrotron-Teilchenbeschleunigers, spezialisiert auf die Ansammlung und lange Aufrechterhaltung eines hohen Strahlstroms. Er besteht aus einem ringförmigen Vakuumgefäß, in dem hochenergetische, elektrisch geladene Teilchen durch Magnete auf einer geschlossenen Umlaufbahn gehalten werden.
Die Befüllung eines Speicherrings erfolgt meist über einen separaten Teilchenbeschleuniger; jedoch kann ein Synchrotron auch selbst als Speicherring funktionieren, indem die Beschleunigungsspannung fast oder ganz abgeschaltet und das Feld der Ablenkmagnete konstant gehalten wird. Manche Anlagen können daher ebenso gut als Synchrotron wie als Speicherring bezeichnet werden.
Meist werden im Speicherring viele Teilchenpakete des Beschleunigers angesammelt (daher der Name „Speicher“), so dass die Intensität im Speicherring viel höher ist als im Beschleunigerstrahl. In großen Anlagen wurden so Strahlströme von mehreren Ampere erzeugt. Um eine lange Verweildauer des Strahls im Speicherring von teils vielen Stunden zu erreichen, ist ein extrem gutes Vakuum nötig, da Stöße mit dem Restgas die Strahlstärke verringern und auch die Strahlqualität beeinträchtigen. Eine Ausleitung des Strahls aus dem Ring zu Experimentierzwecken ist entweder gar nicht vorgesehen oder hat nachrangige Bedeutung. Es existieren Speicherringe für Elektronen und verschiedene Ionen, von Protonen und Antiprotonen bis zu Schwerionen wie Gold und Blei.

## Erzeugung von Synchrotronstrahlung
Elektronenspeicherringe werden oft primär oder ausschließlich zum Zweck der Erzeugung von Synchrotronstrahlung betrieben. Zur Steigerung der Intensität der Synchrotronstrahlung werden besondere Bauteile eingebaut, die sogenannten Wiggler bzw. Undulatoren; diese bringen die Elektronen auf einem sonst geraden Bahnabschnitt in eine Wellenlinie und damit zu verstärkter Abgabe der Strahlung. In den Beschleunigungsstrecken werden die Strahlungsverluste wieder ausgeglichen.

## Collider
Eine Sonderform der Speicherringe sind die sogenannten Collider (engl. collide: zusammenstoßen), die meist aus zwei Ringen mit entgegengesetzter Umlaufrichtung aufgebaut sind. Die Teilchen werden an einem oder mehreren Kreuzungspunkten zur Kollision gebracht. Auf diese Weise kann, anders als beim Beschuss eines feststehenden Targets, die gesamte kinetische Energie in Masse neuer Teilchen umgewandelt werden, denn es wird keine kinetische Energie für eine Weiterbewegung des Schwerpunkts des Teilchensystems benötigt (siehe Colliding-Beam-Experiment).
Auch bei dieser Verwendung tritt für hochenergetische leichte Teilchen wie Elektronen das Problem aller Kreisbeschleuniger, der Energieverlust durch Synchrotronstrahlung auf. Neue Konzepte für Höchstenergie-Elektronencollider sehen deshalb zwei gegeneinander gerichtete Linearbeschleuniger vor wie z. B. beim in Planung befindlichen International Linear Collider.

## Physikalische Grundlagen
Ein geladenes Teilchen der Masse m und Ladung q, das sich mit der Geschwindigkeit {\displaystyle v} in einem magnetischen Feld der Flussdichte {\displaystyle {\vec {B}}} bewegt, wird durch die Lorentzkraft auf eine Kreisbahn mit Radius r gezwungen. Setzt man Lorentzkraft {\displaystyle {\vec {F}}_{L}=q\cdot {\vec {v}}\times {\vec {B}}} und Zentripetalkraft {\displaystyle F_{Z}={\frac {m{\vec {v}}^{2}}{r}}} gleich, kann man die resultierende Gleichung nach {\displaystyle r} auflösen und den Durchmesser der Kreisbahn bestimmen.

## Speicherring-Standorte
Speicherringe finden sich u. a.
- am CERN bei Genf
  - LHC - Large Hadron Collider (Umfang: 27 km, geplante Schwerpunktsenergie: 14 TeV, Inbetriebnahme November 2009)
  - LEP - Large Electron Positron Storage Ring (Umfang: 27 km, höchste erreichte Schwerpunktsenergie: 209 GeV, Betrieb 1989 bis 2000)
  - Intersecting Storage Rings (Umfang ca. 940 m, Schwerpunktsenergie: 56 GeV, Betrieb 1971 bis 1984)
- am Paul Scherrer Institut in Villigen
  - SLS - Swiss Light Source; Synchrotron-Lichtquelle (Umfang: 288 m, Energie 2,4 GeV, 400 mA Top-Up; in Betrieb seit 1. August 2001)
- Synchrotron SOLEIL in Saint Aubin bei Paris
- auf dem Gelände der WISTA in Berlin
  - BESSY II am Helmholtz-Zentrum Berlin für Materialien und Energie (HZB) (Umfang 240 m, Energie 1,7 GeV)
  - MLS (Willy-Wien-Laboratorium) der Physikalisch-Technische Bundesanstalt (PTB) (Umfang 48 m, Energie 200 – 600 MeV)
- am Karlsruher Institut für Technologie (KIT)
  - ANKA - Ångströmquelle Karlsruhe (Umfang 100 m, Energie 2,5 GeV)
- an der Technischen Universität Dortmund
  - DELTA - Dortmunder Elektronen Speicherring Anlage (115,2 m)
- am Deutschen Elektronen-Synchrotron (DESY) in Hamburg
  - DORIS - Doppel-Ring-Speicher (Umfang: 300 m, Energie 4,6 GeV, Betrieb 1974 bis 2012)
  - PETRA - Positron Electron Tandem Ring Accelerator (Umfang: 2,3 km, maximale Schwerpunktsenergie: 47 GeV, Betrieb als Collider 1978 bis 1986, ab 2009 Betrieb als Synchrotronstrahlungsquelle)
  - HERA - Hadron Electron Ring Accelerator (Umfang: 6,3 km, Betrieb 1991 bis 2007)
- am Fermi National Accelerator Laboratory (Fermilab) bei Chicago
  - Tevatron - Proton-Antiproton-Beschleuniger (Umfang: 6,3 km, Schwerpunktsenergie: 1,96 TeV, Betrieb 1983 bis 2011[2])
- am Europäischen Synchrotronstrahlungs-Forschungszentrum ESRF in Grenoble (Umfang 844 m)
- am GSI Helmholtzzentrum für Schwerionenforschung in Darmstadt
  - ESR - Experimentier-Speicher-Ring
- am Max-Planck-Institut für Kernphysik (MPIK) in Heidelberg
  - TSR
  - CSR
- am Stanford Linear Accelerator Center (SLAC) an der Stanford-Universität
  - PEP-II